# Epilobophora
Epilobophora là một chi bướm đêm thuộc họ Geometridae.

## Các loài
- Epilobophora kostjuki Tikhonov, 1994
- Epilobophora sabinata (Geyer, 1831)